# راي ويلسون (لاعب كرة قدم)
راي ويلسون (بالإنجليزية: Ray Wilson)‏ (8 أبريل 1947 في المملكة المتحدة - ) هو لاعب كرة قدم بريطاني في مركزي الدفاع والظهير. شارك مع منتخب اسكتلندا تحت 21 سنة لكرة القدم. أما مع النوادي، فقد لعب مع وست بروميتش ألبيون.

## وصلات خارجية
- راي ويلسون على موقع قاعدة بيانات كرة القدم.إي يو (الإنجليزية)